# Canedo (Orense)
Canedo (llamada oficialmente San Miguel de Canedo) es una parroquia del municipio español de Orense, en la provincia de Orense, Galicia. 

## Geografía humana

### Demografía
| Gráfica de evolución demográfica de Canedo entre 1842 y 1940 |
| |
| Población de derecho según los censos de población del INE Población de hecho según los censos de población del INEEntre el censo de 1950 y el anterior, este municipio desaparece porque se integra en el municipio 32054 (Orense) |

| Gráfica de evolución demográfica de Canedo entre 2000 y 2023 |
|                                                              |
| Datos según el nomenclátor publicado por el INE.             |

### Organización territorial
La parroquia está formada por trece entidades de población, constando doce de ellas en el nomenclátor del Instituto Nacional de Estadística español:
- A Eirexa
- Cachaxuás
- Capela
- Casagrande
- Eirasvedras
- Fontelo
- Outariz
- Porto
- Quintela
- Requeixo
- Seoane
- Tarascón
- Vilanova